# 武岡優斗
武岡 優斗（たけおか ゆうと、1986年6月24日 - ）は、元プロサッカー選手。ポジションはミッドフィールダー、ディフェンダー。

## 来歴
国士舘大学4年時には主将を務め、天皇杯では鹿島アントラーズを相手に善戦し、PK戦まで持ち込む活躍を見せた。
2009年に当時J2のサガン鳥栖へ入団。ルーキーイヤーながらリーグ戦40試合（うち先発34試合）に出場しチームの中心選手として活躍。翌2010年、鳥栖を退団した監督の岸野靖之を追うように横浜FCへと移籍、初年度は21試合に出場を果たすが、大怪我を負い、2011年度は全く出場がなかった。翌年復帰すると主力として活躍、2013年にはサイドバックにコンバートされてレギュラーに定着する。
2014年に川崎フロンターレに完全移籍。風間八宏監督の元、3バックの一角も務める。2015年にはJ1初ゴールも記録した。
2016年に左膝軟骨を痛め、11月に手術（全治4ヶ月）。翌2017年6月にも左膝蓋骨軟骨損傷で再度手術（全治6ヶ月）。結果、2017-18の2シーズンでリーグ戦出場8試合にとどまり、2018年シーズン終了後、契約満了が発表された。
2019年1月、ヴァンフォーレ甲府に加入。25試合に出場したが、同年限りでの契約満了が発表された。
2020年2月、レノファ山口FCのタイキャンプに古賀俊太郎と共に練習生として参加し、キャンプ終了後正式加入が認められた。サイドバックの他ボランチでも出場したが、2020年12月10日に契約満了に伴うレノファ山口FCの退団が発表された。2021年3月1日に自身のブログを通じて現役引退を発表した。
2021年5月22日に行われたJ1第15節・川崎フロンターレvs横浜FCの試合に先立ち川崎主催の引退セレモニーを実施、翌日のブログで再生医療関連事業を展開するセルソースに就職したことを明らかにした。

## エピソード
- 父親は建築士で、地元京都のサンガスタジアム by KYOCERAの構造設計にも携わったという[11]。
- 2020年6月17日、モデルの和田奈々との結婚を発表[12][13]。川崎時代のリハビリの際に知り合ったという[14][15]。

## 所属クラブ
ユース経歴
- 宇治FC
- 2002年 - 2004年 大谷高校
- 2005年 - 2008年 国士舘大学

プロ経歴
- 2009年  サガン鳥栖
- 2010年 - 2013年  横浜FC
- 2014年 - 2018年  川崎フロンターレ
- 2019年  ヴァンフォーレ甲府
- 2020年  レノファ山口FC

## 個人成績
| 国内大会個人成績 | 国内大会個人成績 | 国内大会個人成績 | 国内大会個人成績 | 国内大会個人成績 | 国内大会個人成績 | 国内大会個人成績 | 国内大会個人成績 | 国内大会個人成績 | 国内大会個人成績 | 国内大会個人成績 | 国内大会個人成績 |
| 年度             | クラブ           | 背番号           | リーグ           | リーグ戦         | リーグ戦         | リーグ杯         | リーグ杯         | オープン杯       | オープン杯       | 期間通算         | 期間通算         |
| 年度             | クラブ           | 背番号           | リーグ           | 出場             | 得点             | 出場             | 得点             | 出場             | 得点             | 出場             | 得点             |
| 日本             | 日本             | 日本             | 日本             | リーグ戦         | リーグ戦         | リーグ杯         | リーグ杯         | 天皇杯           | 天皇杯           | 期間通算         | 期間通算         |
| ---------------- | ---------------- | ---------------- | ---------------- | ---------------- | ---------------- | ---------------- | ---------------- | ---------------- | ---------------- | ---------------- | ---------------- |
| 2008             | 国士大           | 10               | -                | -                | -                | -                | -                | 4                | 3                | 4                | 3                |
| 2009             | 鳥栖             | 26               | J2               | 40               | 3                | -                | -                | 2                | 0                | 42               | 3                |
| 2010             | 横浜FC           | 28               | J2               | 21               | 0                | -                | -                | 2                | 0                | 23               | 0                |
| 2011             | 横浜FC           | 14               | J2               | 0                | 0                | -                | -                | 0                | 0                | 0                | 0                |
| 2012             | 横浜FC           | 14               | J2               | 34               | 7                | -                | -                | 1                | 0                | 35               | 7                |
| 2013             | 横浜FC           | 14               | J2               | 40               | 4                | -                | -                | 0                | 0                | 40               | 4                |
| 2014             | 川崎             | 17               | J1               | 4                | 0                | 0                | 0                | 0                | 0                | 4                | 0                |
| 2015             | 川崎             | 17               | J1               | 30               | 1                | 6                | 0                | 3                | 0                | 39               | 1                |
| 2016             | 川崎             | 17               | J1               | 18               | 0                | 4                | 0                | 1                | 0                | 23               | 0                |
| 2017             | 川崎             | 17               | J1               | 3                | 0                | 0                | 0                | 0                | 0                | 3                | 0                |
| 2018             | 川崎             | 17               | J1               | 5                | 0                | 0                | 0                | 1                | 0                | 6                | 0                |
| 2019             | 甲府             | 41               | J2               | 25               | 0                | -                | -                | 2                | 0                | 27               | 0                |
| 2020             | 山口             | 41               | J2               | 19               | 0                | -                | -                | -                | -                | 19               | 0                |
| 通算             | 日本             | 日本             | J1               | 60               | 1                | 10               | 0                | 5                | 0                | 75               | 1                |
| 通算             | 日本             | 日本             | J2               | 179              | 14               | -                | -                | 11               | 0                | 190              | 14               |
| 通算             | 日本             | 日本             | 他               | -                | -                | -                | -                | 4                | 3                | 4                | 3                |
| 総通算           | 総通算           | 総通算           | 総通算           | 239              | 15               | 10               | 0                | 20               | 3                | 269              | 18               |

| 国際大会個人成績 | 国際大会個人成績 | 国際大会個人成績 | 国際大会個人成績 | 国際大会個人成績 |
| 年度             | クラブ           | 背番号           | 出場             | 得点             |
| AFC              | AFC              | AFC              | ACL              | ACL              |
| ---------------- | ---------------- | ---------------- | ---------------- | ---------------- |
| 2014             | 川崎             | 17               | 3                | 0                |
| 2017             | 川崎             | 17               | 1                | 0                |
| 2018             | 川崎             | 17               | 2                | 0                |
| 通算             | AFC              | AFC              | 6                | 0                |

その他の公式戦
- 2012年
  - J1昇格プレーオフ 1試合0得点

- Jリーグ初出場:2009年3月15日 J2第2節対コンサドーレ札幌（ベストアメニティスタジアム）
- Jリーグ初得点:2009年5月5日 J2第13節対ザスパ草津（ベストアメニティスタジアム）

## タイトル

### クラブ
川崎フロンターレ
- J1リーグ：2回（2017年、2018年）

## 代表歴
- 日本代表候補
  - 2015年 - 東アジアカップ2015予備登録メンバー[16]。